# Pupilla altaica
Pupilla altaica ist eine Schneckenart aus der Familie der Puppenschnecken, die zur Unterordnung der Landlungenschnecken (Stylommatophora) gerechnet wird. Sie kommt im russischen Teil des Altai-Gebirges vor.

## Merkmale
Das rechtsgewundene, eiförmige bis zylinderförmige Gehäuse ist 2,5 bis 3,2 mm hoch und 1,6 bis 1,84 mm breit. Es besteht aus 5,5 bis 6,5 Windungen, die an der Peripherie stark gewölbt sind. Der Apex ist gerundet konisch. Die Mündung ist gerundet und durch eine kräftige, hellgefärbte Lippe verdickt. In die Mündung ragen zwei Zähne (Zähnchen oder Dentikel) hinein, ein tief in der Mündung sitzender parietaler Dentikel und ein Angularis. Der parietale Dentikel ist kurz und zugespitzt, während der angulare Dentikel als lange, flache, mäßig breite Lamelle ausgebildet ist. Sehr selten kann auch ein palataler Kallus gebildet werden. Häufiger kann einer der beiden parietalen Dentikel reduziert sein. Der ringförmige, weißliche Nackenkallus ist kräftig entwickelt und scheint durch die Schale hindurch. Der Nabel ist offen. Die Skulptur besteht aus verhältnismäßig groben Anwachsstreifen, auf denen schwache Periostrakum-Streifen aufsetzen. 

### Ähnliche Arten
Die Ornamentierung und die Gehäuseform ähnelt dem Gehäuse der Gestreiften Puppenschnecke (Pupilla sterrii); diese Art unterscheidet sich jedoch durch die Bewehrung der Mündung. Pupilla sterrii hat einen Parietalzahn und einen Palatalzahn.

## Geographische Verbreitung und Lebensraum
Pupilla altaica wurde bisher nur an sieben Lokalitäten im zentralen Altai gefunden. Diese liegen zwischen rd. 700 bis 1500 m über Meereshöhe
Pupilla altaica lebt in Steppen und trockenen steinigen Ebenen in den unteren Lagen des Altai. Sie ist dort vergesellschaftet mit der Gerippten Grasschnecke (Vallonia costata), Vallonia kamtschatica und Gastrocopta theeli.

## Taxonomie
Das Taxon wurde 2009 von Stefan Meng und Matthias Hoffmann aufgestellt und nach dem Altai benannt. Die Typlokalität liegt im Zentralen Altai, südöstlich von Inya, am Rande des Chuya-Katun-Graslandes (N 50° 23.933'/E 086° 40.576') in 824 m über Meereshöhe.